# Ngựa vằn đồng bằng
Ngựa vằn đồng bằng (Equus quagga) là dạng ngựa vằn thông thường nhất và phân bổ rộng rãi nhất, đã từng được nhìn thấy trên các đồng bằng và đồng cỏ từ miền nam Ethiopia trải dài qua miền đông châu Phi xa về phía nam tới tận Angola và đông Nam Phi. Ngựa vằn đồng bằng hiện nay về số lượng là ít hơn so với trước đây do các hoạt động của con người như săn bắn để lấy thịt và da của chúng, cũng như sự xâm lấn khu vực sinh sống của chúng, nhưng chúng vẫn còn là phổ biến trong các khu vực cấm săn bắn.

## Đặc điểm
Ngựa vằn đồng bằng có kích thước trung bình, cơ thể săn chắc và các chân tương đối ngắn. Ngựa vằn trưởng thành cao khoảng 1,4 mét tính từ vai trở xuống, dài khoảng 2,3 mét, và trọng lượng khoảng 230 kg. Giống như các loài ngựa vằn khác, chúng có các vằn màu đen và trắng đậm màu và không có bất kỳ 2 cá thể nào nhìn tương tự nhau. Hiện nay, người ta công nhận chúng có ba phân loài, cộng với hai phân loài khác đã tuyệt chủng.
Tất cả đều có các vằn theo chiều đứng ở phần phía trước của cơ thể, có xu hướng trở thành nằm ngang ở phần phía sau cơ thể. Quần thể phía bắc có các vằn rõ ràng và hẹp hơn; quần thể phía nam có số lượng vằn dao động nhưng ít hơn ở các phần dưới, chân và phần sau cơ thể. Phân loài đầu tiên được miêu tả là Quagga, hiện nay đã tuyệt chủng, có phần sau cơ thể màu nâu. (Về mặt chuyên môn thì do Quagga đã được miêu tả đầu tiên là E. quagga, nên tên gọi chuẩn xác về mặt động vật học cho dạng phổ biến nhất của ngựa vằn đồng bằng là E. quagga burchelli.)

## Tập tính
Ngựa vằn đồng bằng có tính sống tập thể cao và thông thường tạo ra các nhóm gia đình nhỏ bao gồm một con đực, một, hai hay vài con cái và các con non mới sinh gần thời gian đó. Các nhóm là vĩnh cửu và kích thước nhóm có xu hướng dao động theo môi trường sống: Ở những khu vực nghèo thức ăn thì các nhóm nhỏ hơn. Theo thời gian, các gia đình ngựa vằn đồng bằng nhóm lại với nhau thành các bầy đàn lớn, có thể với các nhóm khác hay với các loài ăn cỏ khác, chủ yếu là linh dương đầu bò. Chúng là con mồi ưa thích của sư tử, báo săn, linh cẩu, chó rừng và cá sấu. Tuy nhiên, những vằn sọc trên người của ngựa vằn là cách ngụy trang giữa những trảng cỏ giúp chúng thoát khỏi những thú ăn thịt. Và nếu bị dồn vào đường cùng, ngựa vằn có thể chống trả lại. Đã không ít lần những con sư tử bị ngựa vằn đá gãy chân phải bỏ chạy.
Không giống như nhiều loài động vật móng guốc lớn khác ở châu Phi, ngựa vằn đồng bằng ưa thích (nhưng không nhất thiết cần có) cỏ ngắn để gặm. Kết quả là, phạm vi phân bổ của chúng rộng hơn so với nhiều loài khác, thậm chí cả trong các khu vực đồng rừng, và thông thường chúng là loài ăn cỏ đầu tiên xuất hiện ở các khu vực mới có cỏ mọc. Chỉ sau khi chúng đã gặm và dẫm nát các loài cỏ dài thì linh dương đầu bò và linh dương Gazelle mới đến. Tuy nhiên, để bảo vệ mình khỏi các kẻ thù thì ngựa vằn đồng bằng nghỉ ngơi qua đêm ở các khu vực trống trải có thể quan sát tốt về đêm. Chúng ăn nhiều loại cỏ khác nhau, ưa thích nhất là cỏ non và tươi khi có thể, nhưng chúng cũng ăn cả lá và cành non.

## Phân loài
- Equus quagga quagga †
- Equus quagga boehmi
- Equus quagga borensis
- Equus quagga burchellii
- Equus quagga chapmani
- Equus quagga crawshayi
- Equus quagga selousi

## Hình ảnh

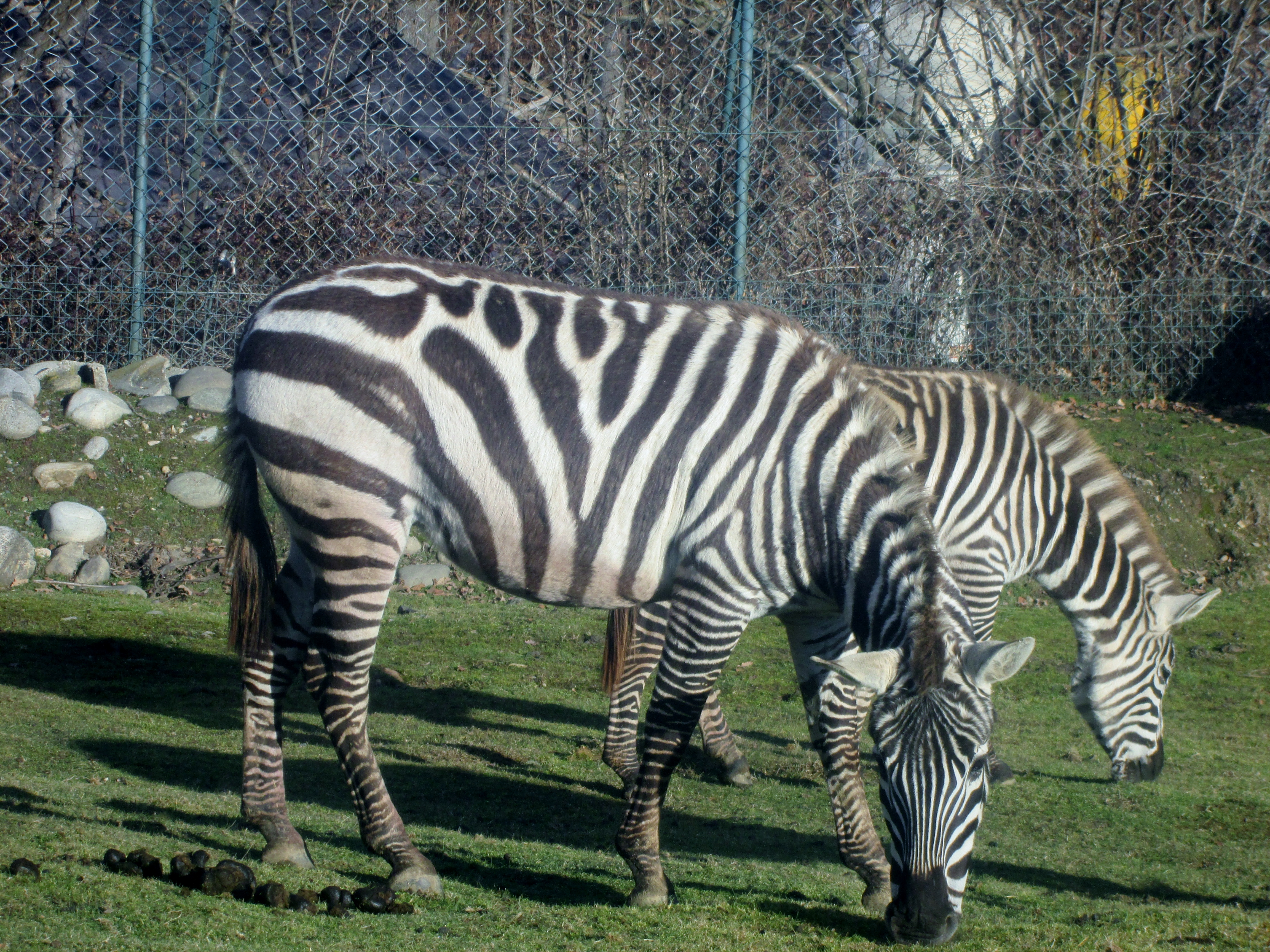
Ngựa vằn Pombia Safari Park, Ý (E. quagga boehmi)
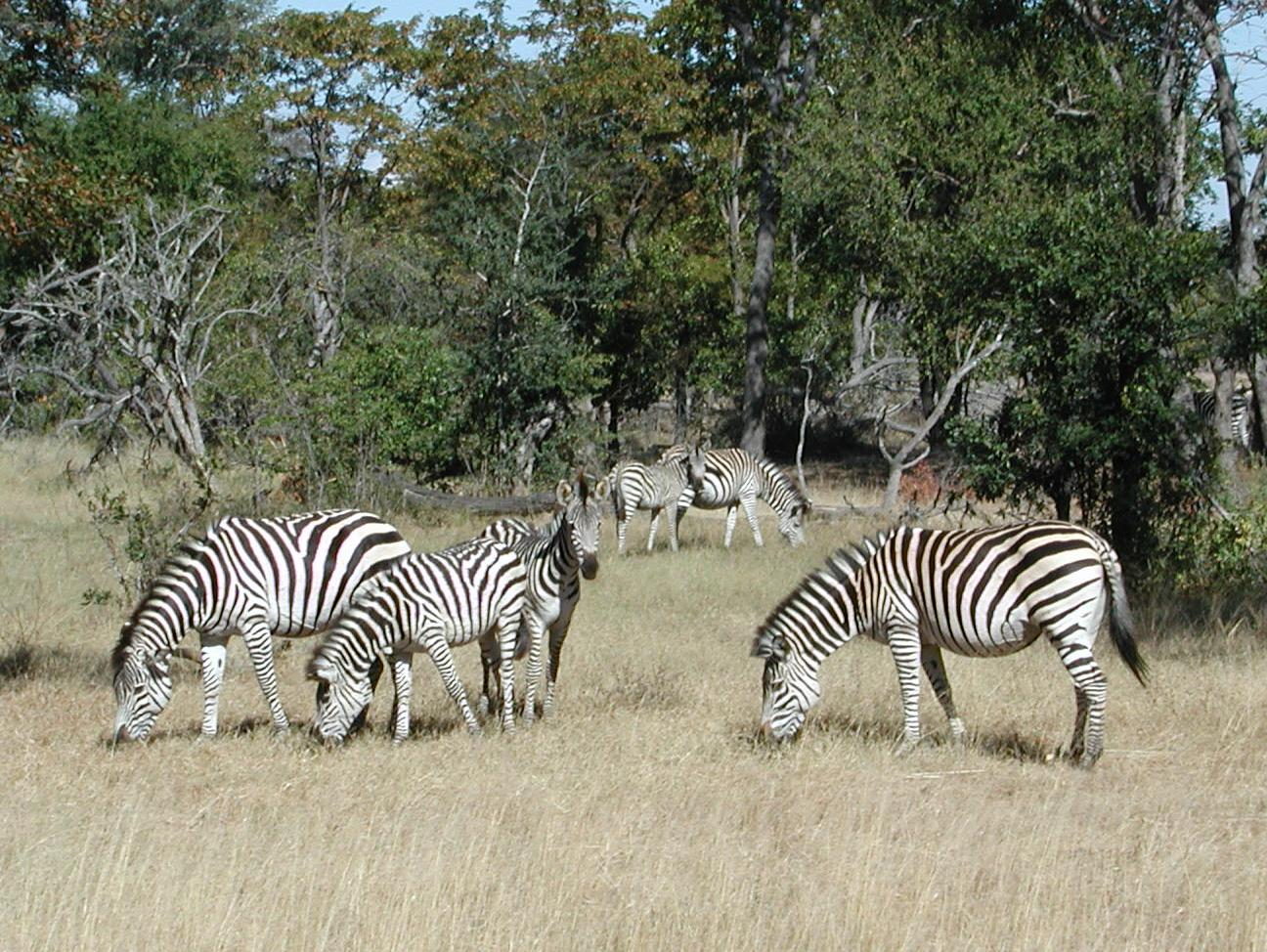
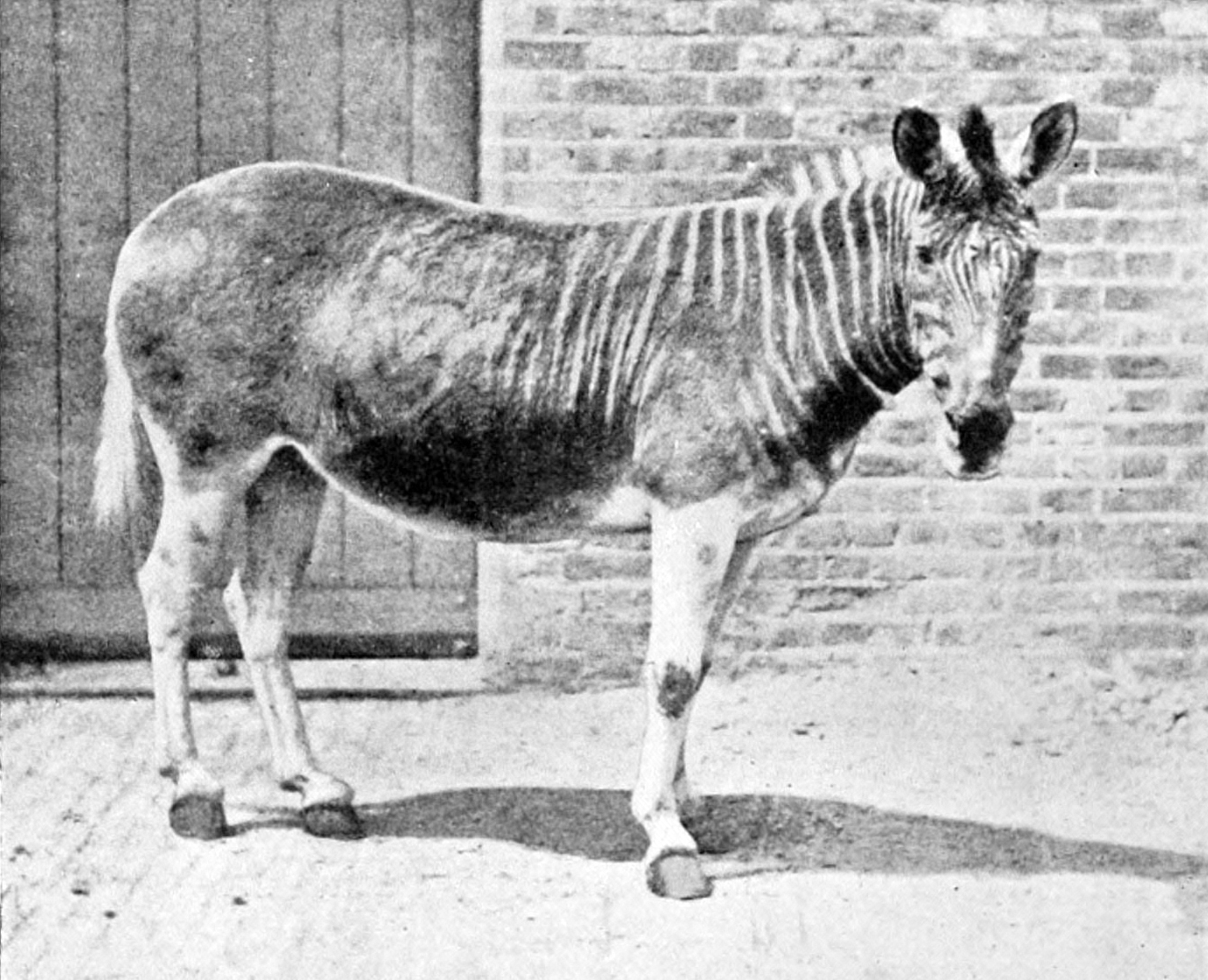
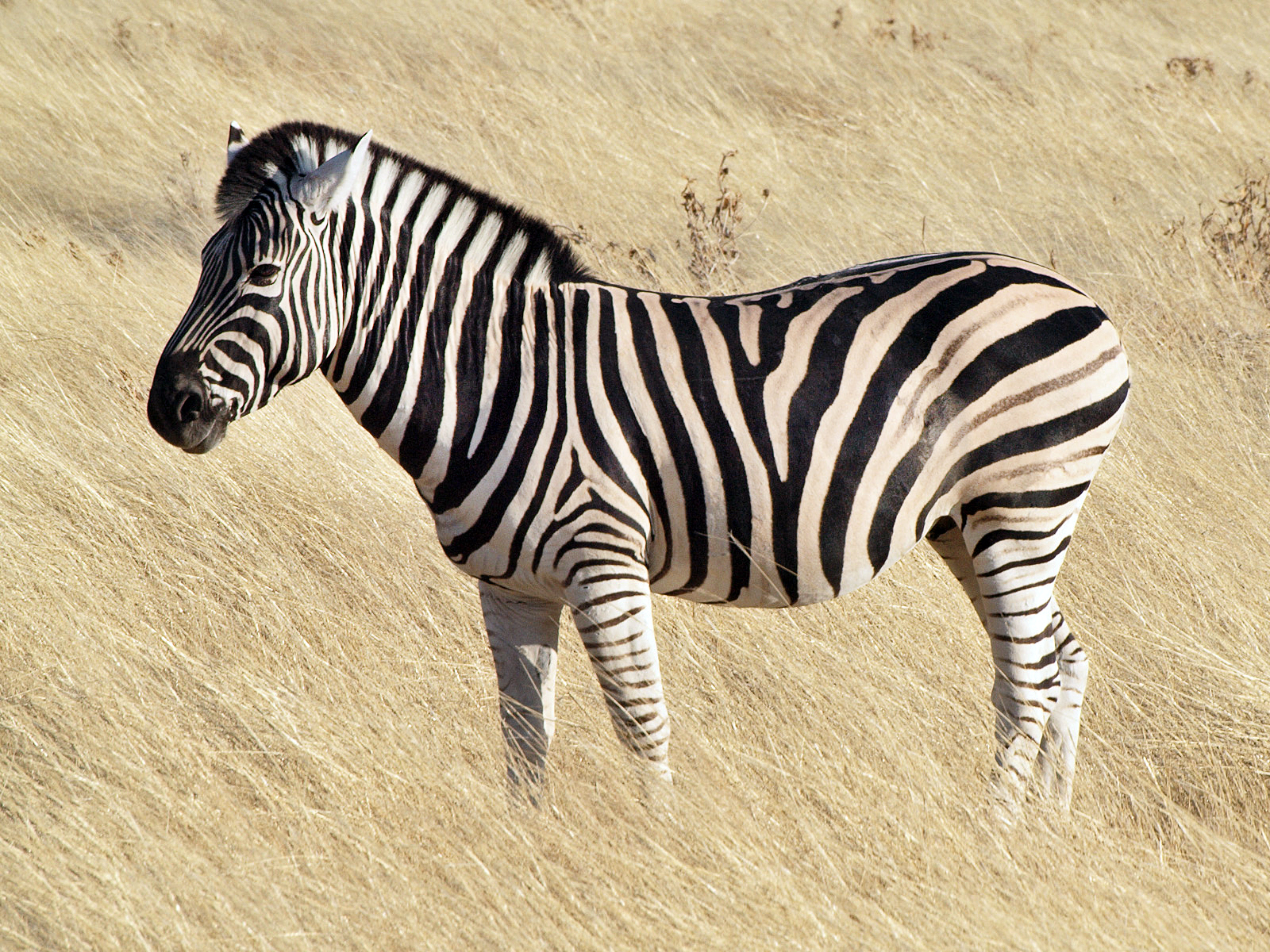
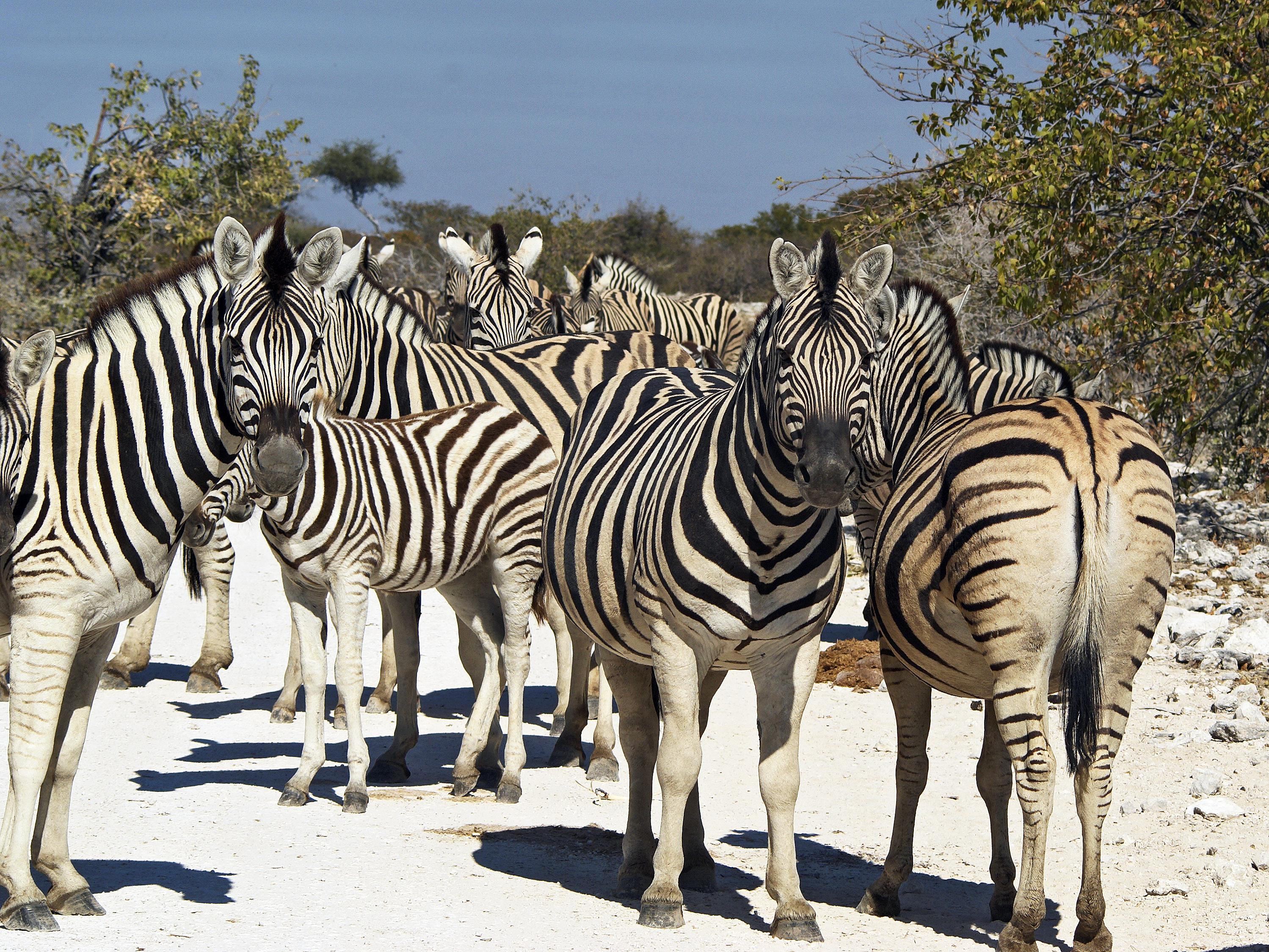
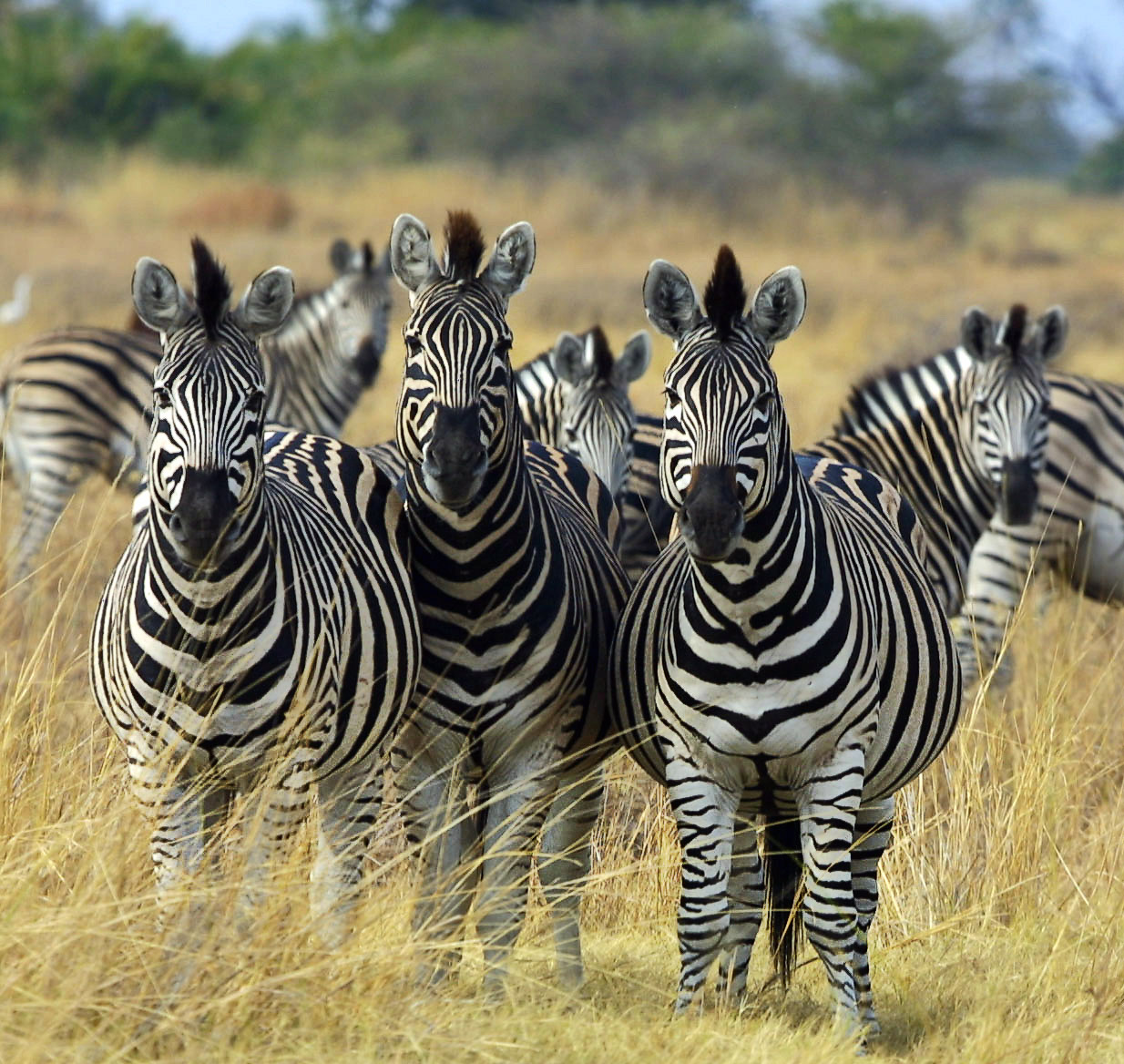